# Vol TWA 800 (1964)
Cet article concerne l'accident de 1964. Pour celui de 1996, voir Vol TWA 800.
Le crash du vol TWA 800 du 23 novembre 1964 concerne un Boeing 707-300 qui s'est écrasé au décollage de la piste 25 de l'aéroport Léonard-de-Vinci de Rome Fiumicino, en Italie. L'avion de la compagnie aérienne américaine Trans World Airlines (TWA) était à destination de l'aéroport international d'Hellinikon, à Athènes, en Grèce, l'une des escales d'un vol international régulier reliant Kansas City, aux États-Unis, au Caire, en Égypte. 
À 13 h 05 GMT, alors que le Boeing 707 atteignait 80 nœuds (148 km/h), les instruments du moteur no 4 indiquèrent une poussée à zéro . L'équipage interrompit le décollage à une vitesse inférieure à V1, à 800 à 900 m de l’extrémité de la piste, déployant les quatre inverseurs de poussée. 
L'avion ne ralentit pas aussi rapidement que l'équipage l’espérait et vira à droite, après quoi le moteur no 4 heurta un rouleau compresseur circulant près du seuil de piste. L'avion prit feu et continua encore sur 260 m avant de s’immobiliser et d'être rapidement englouti par les flammes. 
On dénombre 50 morts parmi les 73 passagers et membres d'équipage présents à bord, ainsi que 23 survivants dont cinq des onze membres d'équipage.

## Avion et équipage

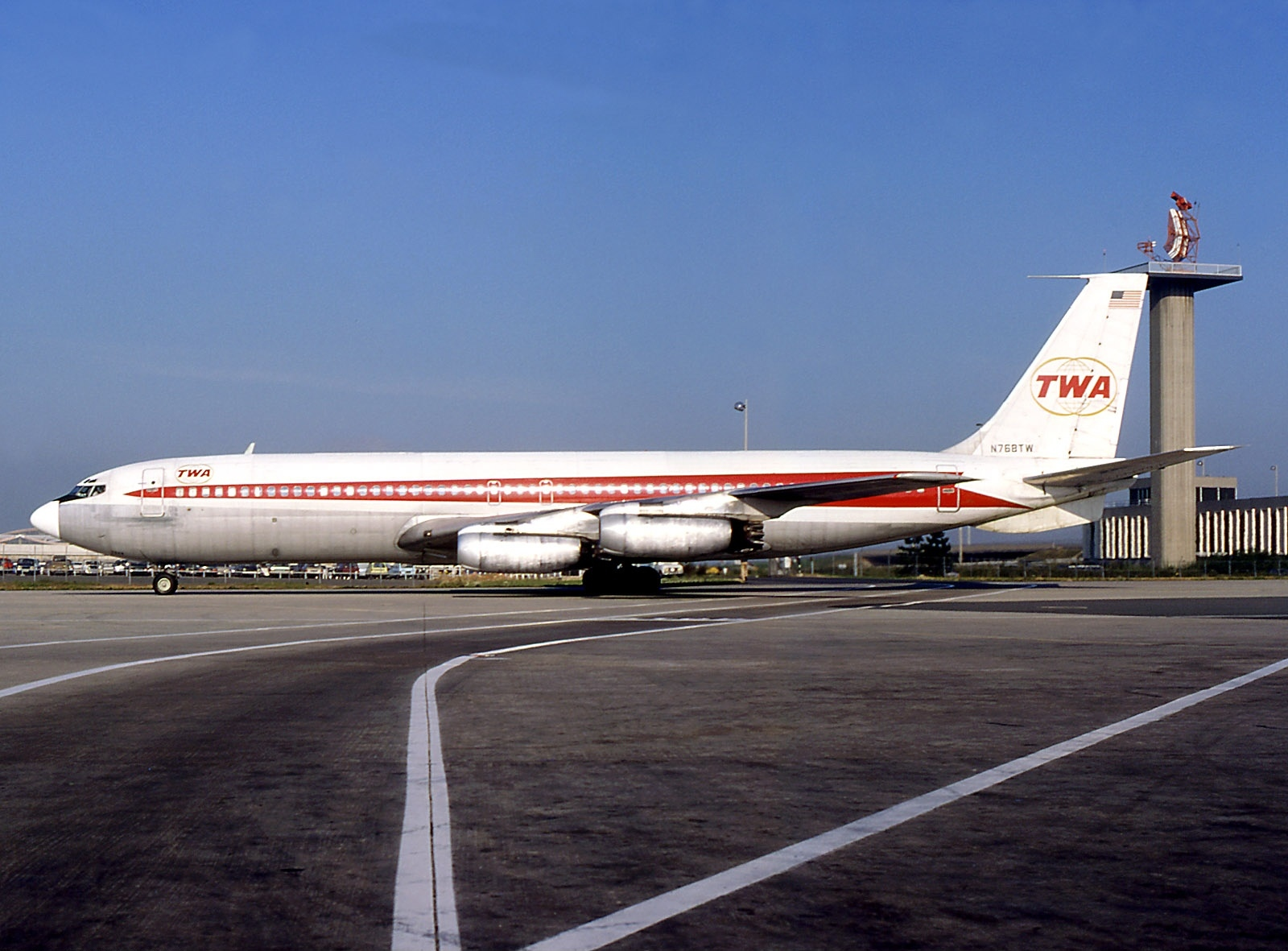
Un Boeing 707-331 de la TWA, similaire à celui impliqué dans l'accident.

L'appareil impliqué est un Boeing 707-331, un avion de ligne long-courrier âgé de quatre ans et demi et immatriculé N769TW (numéro de série 17685/123). Il est propulsé par quatre moteurs Pratt & Whitney JT4A-12.
À bord se trouvent 62 passagers et 11 membres d'équipage. L'équipage est composé du commandant de bord Vernon W. Lowell, un pilote expérimenté avec 17 408 heures de vol à son actif, dont 2 617 heures sur Boeing 707. Le copilote est William A. Slaughter, qui totalise 17 419 heures de vol, dont 1 269 heures sur 707. Le second officier, John W. Churchill, est alors le moins expérimenté de l'équipage, avec 9 928 heures de vol, dont 1 920 heures sur 707. L'ingénieur de vol, H.W. Lowery, cumule 14 231 heures de vol, dont 1 308 heures sur ce type d'avion. Il y avait également six agents de bord et un membre d'équipage supplémentaire dans le cockpit.

## Cause
La cause de l'accident est la panne de l’inverseur de poussée du moteur no 2, même si les indications dans le cockpit étaient qu'il avait été correctement déployé. La déconnexion d'un conduit a privé de pression l'actionneur pneumatique à clapet. 
Ce dysfonctionnement non signalé eu pour résultat d’augmenter la poussée du moteur no 2 alors que les manettes des gaz des quatre moteurs étaient en position reverse, produisant une poussée maximale pour freiner l’appareil au moyen des inverseurs. Cet asymétrie de poussée a provoqué le virage à droite et a contrecarré les efforts des pilotes pour éviter la collision avec l'engin de chantier.
L’arrachement du moteur no 4 provoqua la rupture des tuyaux de carburant et leur embrasement, vraisemblablement à cause d'étincelles ou d'arcs électriques.
L'appareil, un 707 de première génération non muni de réacteurs à double flux, emportait de grandes quantités de carburant dans des réservoirs supplémentaires sous le fuselage, lesquels étaient inutilisés sur l'étape Rome - Athènes mais contenaient une importante quantités de vapeurs dont l'explosion contribuera au nombre élevé de victimes. La propagation rapide des flammes avait rendu inutilisables plusieurs issues de secours.
À cette époque, il était permis de faire effectuer des travaux et circuler des véhicules de chantier sur une piste de décollage en activité à condition que la longueur restante soit suffisante pour le décollage ou le freinage d'urgence des avions. Une panne des freins ou des inverseurs de poussée n'avait pas été prise en considération, ce qui a rendu possible la collision avec un rouleau compresseur qui a déclenché l'incendie.

## Conséquences
Le commandant de bord, Vernon William Lowell, militera activement pour des mesures de sécurité plus efficaces dans le transport aérien, écrivant le livre Airline Safety is a Myth, dont une série de recommandations ont par la suite été appliquées.